# 藤井宏政

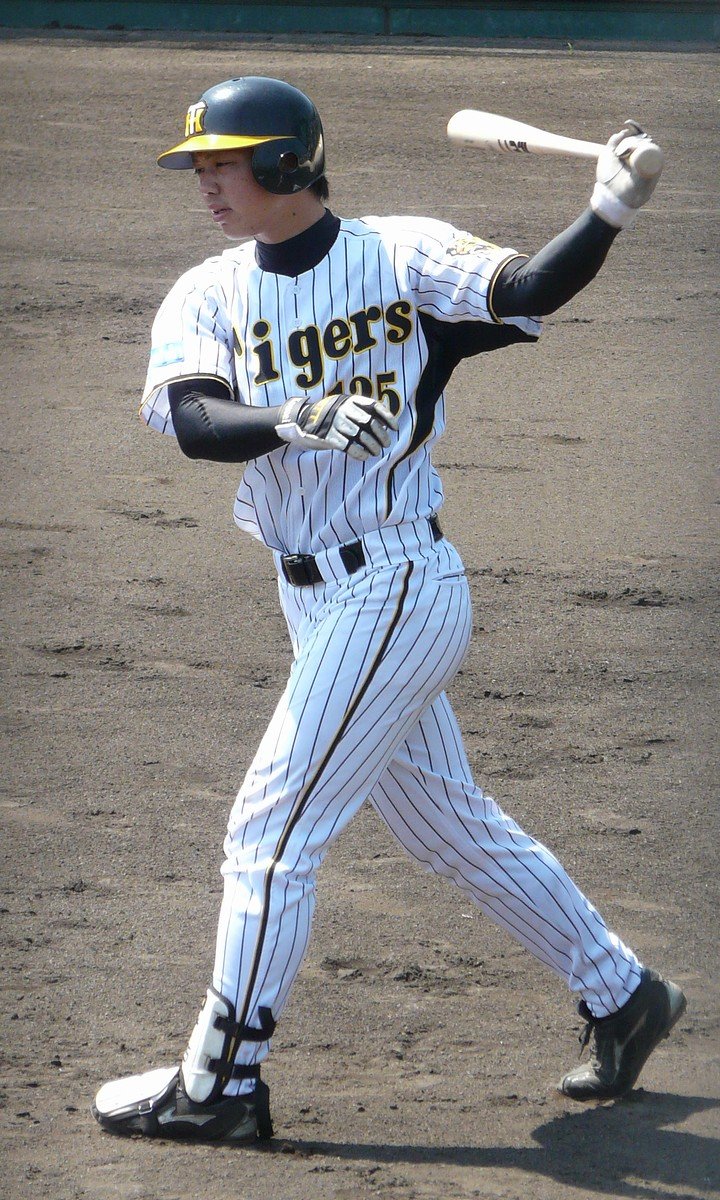
阪神育成選手時代（2009年8月4日）

藤井 宏政（ふじい こうせい、1990年5月18日 - ）は、兵庫県高砂市出身の元プロ野球選手（内野手）、野球指導者。右投右打。育成選手として2013年まで阪神タイガースへ5年間在籍した後に、カナフレックス硬式野球部創部（2014年）への参加と現役引退（2017年）を経て、2022年まで同部のコーチや助監督を務めていた。

## 経歴

### プロ入り前
小学校5年生の時に野球を始めると、高砂市立鹿島中学校時代は「鹿島クラブ」に所属して遊撃手兼三塁手としてプレー。兵庫県立加古川北高等学校への進学後は、下級生の頃からクリーンナップを任されると、3年時には「3番・遊撃手」として第90回全国高等学校野球選手権記念大会の全国大会に西兵庫代表で出場した。加古川市内の高校の硬式野球部が阪神甲子園球場の全国大会に出場したのは、春夏を通じてもこの時が初めてだった。
2008年のNPB育成ドラフト会議で、甲子園球場を本拠地に使用する阪神タイガースから3巡目で指名。育成選手としての契約ながら、加古川北高校出身者としては初めてのプロ野球選手になった。

### 阪神時代
2009年には、ウエスタン・リーグ公式戦9試合の出場で打率.200を記録。翌2010年には、出場試合数を38試合に伸ばしたが、打率.152、2打点という成績に終わった。
2011年には、ウエスタン・リーグ公式戦77試合に出場。打率.304、2本塁打、16打点を記録。遊撃手としては、チームで最も多く起用された。この年で育成選手としての在籍期間が3年に達したことから、育成選手に関するNPBの規約に沿って、11月7日にNPBから自由契約選手として公示。11月25日に、育成選手としての再契約に至った。
2012年には、新人の西田直斗が二軍の正遊撃手に定着した関係で、ウエスタン・リーグ公式戦では主に二塁手や三塁手として起用。59試合の出場で、打率.193、4打点という成績を残した。シーズン終了後には、上記の規約による自由契約選手の公示（10月31日）を経て、11月13日に育成選手として再び契約した。
2013年には、ウエスタン・リーグ公式戦25試合に出場したが、打率.211、2打点という成績でシーズンを終了。二軍の正遊撃手に北條史也、正二塁手に西田直斗が起用されたことから、プロ入り後初めて一塁手としての出場も経験した。入団以来支配下登録選手への移行や一軍公式戦への出場に至らないまま、10月1日に球団から戦力外を通告。10月31日に、NPBから自由契約選手として公示された。

### 社会人野球時代
阪神からの戦力外通告後に第1回12球団合同トライアウトへ参加したが、NPB他球団から獲得のオファーを受けるまでに至らなかったため、2014年4月1日付でカナフレックスコーポレーションへ正社員として入社。同社の滋賀工場へ勤務するかたわら、この年から社会人野球に参加した硬式野球部で現役生活を続けていた。
創部後に副主将へ任命されると、創部2年目の2015年に第41回社会人野球日本選手権大会へ出場。2016年の第87回都市対抗野球大会では、チームが近畿1次予選で敗退したにもかかわらず、三菱重工神戸・高砂（近畿第2代表）の補強選手として全国大会に出場した。
カナフレックスには、2017年限りで現役を引退してからも、硬式野球部からの要請を受けて在籍。翌2018年から2021年までコーチ、2022年に助監督を務めた。しかし、2022年度限りで退部すると、2023年4月15日付で退社。退社を機に、地元（兵庫県内）の企業へ転職している。

## 選手としての特徴
高校時代に対外試合で通算33本塁打を放ったほどの長打力と、遠投100mの強肩を備える。高校時代には、足腰を鍛えるために、自宅から片道1時間かけて自転車で通学していた。
主に遊撃を守っていたが、阪神時代には、ウエスタン・リーグ公式戦で内野全ポジションの守備を経験した。藤井彰人が東北楽天ゴールデンイーグルスから入団した2011年には、スコアボード上での自身の表記が「藤井宏」に変更されたが、彰人には苗字のみ（「藤井」）の表記が充てられていた。

## 詳細情報

### 年度別打撃成績
- 一軍公式戦出場なし

### 背番号
- 125 （2009年 - 2013年）

### 登場曲
- 「高架線」ELLEGARDEN（2009年）
- 「YEAH! YEAH!」EGG BRAIN（2010年 - 2013年）